# 3109-es mellékút (Magyarország)
A 3109-es számú mellékút egy négy számjegyű mellékút Pest vármegye és Jász-Nagykun-Szolnok vármegye területén.

## Nyomvonala
Szentlőrinckáta külterületén ágazik ki a 3108-as útból, annak 5+900-as kilométerszelvényénél, kelet-délkeleti irányban. Végig nagyjából ezt az irányt követi, csekély eltérésekkel. Az 1+800-as kilométerszelvénye közelében lép át Jászfelsőszentgyörgy területére, melynek első házait a 2+500-as kilométerszelvénye közelében éri el: ott a települési neve Lőrinckátai út, majd később Fő út lesz. A 8. kilométere után lép át Jászberény területére, ott ér véget, belecsatlakozva a 31-es főút 75+200-as kilométerszelvényénél lévő körforgalomba. A körforgalom átellenes oldalán, kelet-délkeleti irányban a 31-es továbbhaladó szakasza húzódik míg a főút által idáig követett irány egyenes folytatásában, kelet-északkelet felé a 31 113-as út indul.
Teljes hossza az országos közutak térképes nyilvántartását szolgáló kira.gov.hu adatbázisa szerint 10,740 kilométer.